# مورنيس (خانية)
مورنيس (Μουρνιές) هي مدينة في خانيا في اليونان.

## أعلام
- إلفثيريوس فينيزيلوس